# Shimon Fritz Bodenheimer
Shimon Fritz Bodenheimer (en hebreo: שמעון פריץ בודנהיימר‎) o Friedrich Simon Bodenheimer; Colonia, Imperio alemán, 6 de junio de 1897 - Londres, Inglaterra, 4 de octubre de 1959) fue un entomólogo israelí. Escribió dos importantes obras sobre la historia de la biología y es considerado el fundador de la entomología en Israel.

## Biografía
Shimon nació en Colonia en el seno de una rica familia judía: su padre, Max Bodenheimer, era un destacado abogado. Fue formado en griego, latín, literatura, artes, matemáticas, historia natural y caligrafía. A los 17 escribió un estudio sobre Safo. En 1914 se unió a la Universidad de Munich para estudiar medicina, pero fue interrumpido por la Primera Guerra Mundial, donde sirvió en el frente oriental. Fue influenciado por la entomología después de encontrarse con las obras de Karl Escherich. Fue a la Universidad de Bonn para su Doctorado en Filosofía. en Tipula bajo Richard Hesse.

## Israel
Después de experimentar el antisemitismo en Rusia y Alemania, Bodenheimer decidió mudarse a Eretz Israel en 1922. Estudió Coccoidea en Italia durante seis meses y trabajó con Filippo Silvestri y Guido Grandi antes de mudarse a Israel y unirse a la nueva estación experimental agrícola cerca de Tel Aviv. Cuando se inauguró la Universidad Hebrea de Jerusalén en 1918, fue nombrado director del Instituto de Zoología y Entomología.

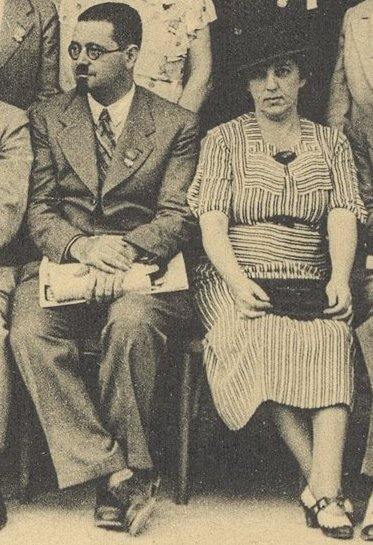
S. Bodenheimer y Mme. Bodenheimer en el Congreso Internacional de Entomología de Madrid, 1935

En 1923 se casó con Rachel, hija del sionista ruso Menahem Ussishkin, y junto con ella examinó las obras entomológicas anteriores a Linné y escribió una historia de la entomología. En 1927 investigó el maná del tamarisco en el desierto del Sinaí, una posible fuente de la versión bíblica, producida a partir de melaza de insectos. En 1936, Bodenheimer publicó "El trasfondo biológico de la teoría de la población humana" basado en conferencias universitarias que dio en Tel Aviv.
En su carrera como profesor de zoología durante los siguientes 25 años, escribió más de 420 obras. Tres de sus principales obras incluyen "Insectos como alimento humano" (1951), "La historia de la biología, una introducción" (1958) y "El animal y el hombre en Tierras Bíblicas" (1956). Su "Materialien zur Geschichte der Entomologie bis Linné" ("Materiales para la historia de la entomología hasta Linné") fue publicado por Wilhelm Junk en Berlín y los nazis quemaron copias del libro. Su manuscrito sobre "Entomología de cítricos" se salvó y se publicó después de la guerra. Publicó su autobiografía "Un biólogo en Israel" en 1959. Ese mismo año, murió en Londres por complicaciones luego de una cirugía ocular.

## Premios
En 1954, Bodenheimer recibió el Premio Israel, en agricultura.